# Sam Leaver
Sam Leaver är en brittisk kanotist som tävlar i kanotslalom. Hans syster Lois Leaver är också en kanotist.

## Karriär
Vid junior-EM 2021 i Solkan tog Leaver silver i lagtävlingen i K1 tillsammans med Thomas Mayer och Cody Brown. Vid junior-VM 2022 i Ivrea tog han brons både individuellt i K1 samt i lagtävlingen tillsammans med Edward McDonald och Oscar Wyllie.
Vid U23-EM 2023 i Bratislava tog Leaver silver i kajakcross och brons i lagtävlingen i K1 tillsammans med Ben Haylett och David Paterson. Vid U23-VM 2023 i Kraków tog han guld i kajakcross. Vid U23-VM 2024 i Liptovský Mikuláš tog Leaver silver i lagtävlingen i K1 tillsammans med Ben Haylett och Jonny Dickson. Vid U23-EM 2024 i Kraków tog han silver i kajakcross samt guld i lagtävlingen i K1 tillsammans med Ben Haylett och Jonny Dickson.
Vid EM 2025 i Vaires-sur-Marne tog Leaver brons i kajakcross.